# Суматранський трогон
Суматранський трогон (Apalharpactes) — рід кілегрудих птахів родини трогонових (Trogonidae) монотипового ряду трогоноподібних (Trogoniformes). Представники цього роду є ендеміками індонезійських островів Яви і Суматри. На відміну від більшості трогонів, представники цього роду демонструють незначний статевий диморфізм. Суматранські і яванські трогони досить подібні, однак яванські трогони мають дещо бюільші розміри, а самці суматранських трогонів мають коричневу пляму на спині. Харчуються вони безхребетними, невеликими ящірками і фруктами.

## Таксономія
Суматранських трогонів деякі дослідники включали до роду Азійський трогон (Harpactes). Однак дослідження, яке провели 2010 року, підтвердило генетичну окремішність суматранських трогонів.

## Види
Виділяють два види:
- Трогон суматранський (Apalharpactes mackloti)
- Трогон яванський (Apalharpactes reinwardtii)

## Етимологія
Наукова назва роду Apalharpactes являє собою сполучення наукових назв двох родів:  Африканський трогон (Apaloderma Swainson, 1833) і Азійський трогон (Harpactes Swainson, 1833).